# Бэнгён
Бэнгён (тиб. དཔལ་མགོན་རྫོང་, Вайли: dpal mgon rdzong, кит. упр. 班戈县, пиньинь Bāngé xiàn) — уезд в городском округе Нагчу, Тибетский автономный район, КНР.

## История
В 1959 году были образованы уезды Цинлун и Бэнгён. В 1960 году уезд Цинлун был переименован в Дамусага. В 1964 году уезд Дамусага был присоединён к уезду Бэнгён.

## Население
| Народность | Численность | Процентов |
| ---------- | ----------- | --------- |
| Тибетцы    | 32.133      | 99,52 %   |
| Китайцы    | 107         | 0,33 %    |
| Чжуаны     | 11          | 0,03 %    |
| Монголы    | 9           | 0,03 %    |
| Прочие     | 27          | 0,08 %    |

## Административное деление
Уезд делится на 4 посёлка и 6 волостей:
- Посёлок Пубул (普保镇)
- Посёлок Чакюн (佳琼镇)
- Посёлок Пайла (北拉镇)
- Посёлок Дечен (德庆镇)
- Волость Майнтанг (门当乡)
- Волость Мацянь (马前乡)
- Волость Цинлун (青龙乡)
- Волость Шенкер (新吉乡)
- Волость Боче (保吉乡)
- Волость Ньима (尼玛乡)